# Exatlon Hungary (harmadik évad)
Az Exatlon Hungary című extrémsport vetélkedő harmadik évada 2020. december 28-án vette kezdetét a TV2-n. A műsorvezető ezúttal is Palik László.
A TV2 2020. december 8-án bejelentette a sportreality új évadának szereplőit és a műsorvezetőt, valamint a helyszínt, ami ezúttal is Dominika.
A vetélkedő végén egy női és egy férfi győztest avattak, és a főnyeremény az előző évhez hasonlóan, idén is 30 millió forint volt.

## Versenyzők
| #   | Versenyzők                       | Csapat   | Play-Offs       | Medálok száma | Végeredmény  | Teljesített futamok | Végleges statisztika |
| --- | -------------------------------- | -------- | --------------- | ------------- | ------------ | ------------------- | -------------------- |
| 01° | Szente Gréta 20, Székesfehérvár  | Kihívók  | Exatlon Hungary | 1             | 1. Helyezett | 100                 | 52%                  |
| 01° | Herczeg-Kis Bálint 18, Kecskemét | Kihívók  | Exatlon Hungary | 6 (8)         | 1. Helyezett | 262                 | 64%                  |
| 02° | Wald Ákos 20, Pécs               | Kihívók  | Exatlon Hungary | 2             | 2. Helyezett | 129                 | 57%                  |
| 02° | Buzás Dorottya 22, Keszthely     | Kihívók  | Exatlon Hungary | 2 (4)         | 2. Helyezett | 215                 | 62%                  |
| 03° | Jósa Dániel 35, Budapest         | Bajnokok | Exatlon Hungary | 0             | 3. Helyezett | 106                 | 46%                  |
| 03° | Kőnig Anna 25, Budapest          | Kihívók  | Exatlon Hungary | 3 (5)         | 3. Helyezett | 183                 | 50%                  |
| 04° | Kővári Viktor 29, Eger           | Kihívók  | Exatlon Hungary | 1             | 4. Helyezett | 206                 | 48%                  |
| 04° | Halász Vivien 30, Budapest       | Bajnokok | Exatlon Hungary | 0             | 4. Helyezett | 129                 | 47%                  |
| 09° | Ujvári Izabella 26, Budapest     | Bajnokok |                 | 0             | 26. Kiesett  | 102                 | 51%                  |
| 10° | Virág András 30, Kecskemét       | Bajnokok | 0               | 25. Kiesett   | 149          | 50%                 |                      |
| 11° | Somhegyi Krisztián 26, Budapest  | Bajnokok | 1 (3)           | 24. Kiesett   | 177          | 60%                 |                      |
| 12° | Ferenc Vivien 24, Fülek          | Kihívók  | 0 (1)           | 23. Kiesett   | 107          | 44%                 |                      |
| 13° | Fülöp Marcell 21, Dunaharaszti   | Kihívók  | 1               | 22. Kiesett   | 42           | 31%                 |                      |
| 14° | Imreh Balázs 31, Budapest        | Bajnokok | 1               | 21. Kiesett   | 60           | 42%                 |                      |
| 15° | Kocsis Lili 23, Budapest         | Bajnokok | 0 (1)           | 20. Kiesett   | 131          | 48%                 |                      |
| 16° | Kurtán Adél 20, Budapest         | Bajnokok | 0               | 19. Kiesett   | 33           | 27%                 |                      |
| 17° | Cservenák Csepel 24, Gyula       | Kihívók  | 0               | 18. Kiesett   | 13           | 38%                 |                      |
| 18° | Móricz Dániel 24, Budapest       | Bajnokok | 0               | 17. Kiesett   | 147          | 42%                 |                      |
| 19° | Suti András 29, Algyő            | Bajnokok | 0               | 16. Kiesett   | 8            | 50%                 |                      |
| 20° | Tóth Janka 22, Budapest          | Bajnokok | 1               | 15. Kiesett   | 88           | 59%                 |                      |
| 21° | Lencsés Luca 21, Budapest        | Bajnokok | 0 (1)           | 14. Kiesett   | 44           | 45%                 |                      |
| 22° | Farkas Zsófia 26, Budapest       | Kihívók  | 0               | 13. Kiesett   | 29           | 14%                 |                      |
| 23° | Szabó Franciska 29, Budapest     | Bajnokok | 0 (2)           | 12. Kiesett   | 79           | 58%                 |                      |
| 24° | Szarka Ákos 30, Budapest         | Bajnokok | 0               | 11. Kiesett   | 99           | 40%                 |                      |
| 25° | Szabó Benedek 21, Celldömölk     | Kihívók  | 0 (1)           | 10. Kiesett   | 62           | 44%                 |                      |
| 26° | Szendy Lilla 21, Soroksár        | Bajnokok | 0 (2)           | 9. Kiesett    | 87           | 49%                 |                      |
| 27° | Benedek Réka 19, Budapest        | Kihívók  | 0               | 8. Kiesett    | 46           | 54%                 |                      |
| 28° | Balogh Richárd 25, Tatabánya     | Kihívók  | 0               | 7. Kiesett    | 53           | 25%                 |                      |
| 29° | Bors Máté 24, Balatonalmádi      | Bajnokok | 0               | 6. Kiesett    | 51           | 43%                 |                      |
| 30° | Török Lívia 27, Magyarkeszi      | Kihívók  | 0               | 5. Kiesett    | 45           | 31%                 |                      |
| 31° | Nagy Dániel 30, Budapest         | Kihívók  | 1               | 4. Kiesett    | 24           | 83%                 |                      |
| 32° | Pálfi Gergő 25, Budapest         | Kihívók  | 0               | 3. Kiesett    | 28           | 32%                 |                      |
| 33° | Szabó Gabriella 34, Budapest     | Bajnokok | 0               | 2. Kiesett    | 22           | 32%                 |                      |
| 34° | Bencsik Lili 18, Budapest        | Kihívók  | 0               | 1. Kiesett    | 10           | 40%                 |                      |

## Összesített eredmény
| – Továbbjutott versenyző a csapatversenyek során |
| – Továbbjutott versenyző az egyéni játékban      |
| – Vezető versenyző                               |
| – A versenyző feladta                            |
| – Sérülés vagy betegség miatt hazaküldve         |
| – Kiesett versenyző                              |
| – Párbaj ellenfél                                |
| – 2.helyezett versenyző                          |
| – Győztes versenyző                              |

| Versenyző | Versenyző | 1. hét (December 28 - Január 1) | 2. hét (Január 4 - 8) | 3. hét (Január 11 - 15) | 4. hét (Január 18 - 22) | 5. hét (Január 25 - 29) | 6. hét (Február 1 - 5) | 7. hét (Február 8 - 12) | 8. hét (Február 15 - 19) | 9. hét (Február 22 - 26) | 10. hét (Március 1 - 5) | 11. hét (Március 8 - 12) | 12. hét (Március 15 - 19) | 13-14. hét (Március 22 - Április 2) | 15. hét (Április 6 - 9) | 16-17. hét (Április 12 - 23) | 18. hét (Április 26 - 30) | 19. hét (Május 3 - 7) | 20. hét (Május 10-14) | 21. hét (Május 17-20) | 21-22. hét (Május 21-28) | 23. hét (Május 31 - Június 4) | 23. hét (Május 31 - Június 4) |
| --------- | --------- | ------------------------------- | --------------------- | ----------------------- | ----------------------- | ----------------------- | ---------------------- | ----------------------- | ------------------------ | ------------------------ | ----------------------- | ------------------------ | ------------------------- | ----------------------------------- | ----------------------- | ---------------------------- | ------------------------- | --------------------- | --------------------- | --------------------- | ------------------------ | ----------------------------- | ----------------------------- |
|           | Gréta     | Nem Szerepelt                   | Nem Szerepelt         | Nem Szerepelt           | Nem Szerepelt           | Nem Szerepelt           | Nem Szerepelt          | Nem Szerepelt           | Nem Szerepelt            | Korpa                    | Továbbjutott            | Korpa                    | Továbbjutott              | Továbbjutott                        | Korpa                   | Továbbjutott                 | Továbbjutott              | Párbajozó             | Továbbjutott          | Továbbjutott          | Párbajozó                | Továbbjutott                  | Győztes                       |
|           | Bálint    | Vezető                          | Továbbjutott          | Korpa                   | Vezető                  | Továbbjutott            | Vezető                 | Vezető                  | Továbbjutott             | Vezető                   | Továbbjutott            | Vezető                   | Továbbjutott              | Továbbjutott                        | Vezető                  | Továbbjutott                 | Továbbjutott              | Vezető                | Továbbjutott          | Továbbjutott          | Továbbjutott             | Továbbjutott                  | Győztes                       |
|           | Ákos      | Nem Szerepelt                   | Nem Szerepelt         | Nem Szerepelt           | Nem Szerepelt           | Nem Szerepelt           | Nem Szerepelt          | Nem Szerepelt           | Nem Szerepelt            | Korpa                    | Továbbjutott            | Korpa                    | Továbbjutott              | Továbbjutott                        | Korpa                   | Továbbjutott                 | Továbbjutott              | Korpa                 | Továbbjutott          | Továbbjutott          | Továbbjutott             | Párbajozó                     | 2.Helyezett                   |
|           | Dorottya  | Korpa                           | Továbbjutott          | Korpa                   | Párbajozó               | Továbbjutott            | Korpa                  | Korpa                   | Továbbjutott             | Korpa                    | Továbbjutott            | Korpa                    | Továbbjutott              | Továbbjutott                        | Korpa                   | Továbbjutott                 | Továbbjutott              | Korpa                 | Továbbjutott          | Továbbjutott          | Továbbjutott             | Párbajozó                     | 2.Helyezett                   |
|           | Danny     | Nem szerepelt                   | Nem szerepelt         | Nem szerepelt           | Nem szerepelt           | Nem szerepelt           | Nem szerepelt          | Nem szerepelt           | Nem szerepelt            | Nem szerepelt            | Nem szerepelt           | Nem szerepelt            | Nem szerepelt             | Nem szerepelt                       | Továbbjutott            | Korpa                        | Korpa                     | Továbbjutott          | Párbajozó             | Továbbjutott          | Párbajozó                | Kiesett                       |                               |
|           | Anna      | Korpa                           | Továbbjutott          | Korpa                   | Korpa                   | Továbbjutott            | Korpa                  | Párbajozó               | Továbbjutott             | Korpa                    | Továbbjutott            | Párbajozó                | Továbbjutott              | Továbbjutott                        | Korpa                   | Továbbjutott                 | Továbbjutott              | Korpa                 | Továbbjutott          | Továbbjutott          | Továbbjutott             | Kiesett                       |                               |
|           | Viktor    | Nem Szerepelt                   | Nem Szerepelt         | Nem Szerepelt           | Korpa                   | Továbbjutott            | Korpa                  | Korpa                   | Továbbjutott             | Párbajozó                | Továbbjutott            | Korpa                    | Továbbjutott              | Továbbjutott                        | Korpa                   | Továbbjutott                 | Továbbjutott              | Korpa                 | Továbbjutott          | Továbbjutott          | Kiesett                  |                               |                               |
|           | Vivien    | Nem Szerepelt                   | Nem Szerepelt         | Nem Szerepelt           | Nem Szerepelt           | Nem Szerepelt           | Nem Szerepelt          | Nem Szerepelt           | Nem Szerepelt            | Nem Szerepelt            | Nem Szerepelt           | Nem Szerepelt            | Korpa                     | Korpa                               | Továbbjutott            | Párbajozó                    | Korpa                     | Továbbjutott          | Korpa                 | Továbbjutott          | Kiesett                  |                               |                               |
|           | Izabella  | Nem Szerepelt                   | Nem Szerepelt         | Nem Szerepelt           | Nem Szerepelt           | Nem Szerepelt           | Nem Szerepelt          | Nem Szerepelt           | Nem Szerepelt            | Továbbjutott             | Korpa                   | Továbbjutott             | Párbajozó                 | Korpa                               | Továbbjutott            | Korpa                        | Korpa                     | Továbbjutott          | Korpa                 | Kiesett               |                          |                               |                               |
|           | V. András | Nem Szerepelt                   | Nem Szerepelt         | Nem Szerepelt           | Nem Szerepelt           | Nem Szerepelt           | Nem Szerepelt          | Továbbjutott            | Korpa                    | Továbbjutott             | Korpa                   | Továbbjutott             | Korpa                     | Korpa                               | Továbbjutott            | Korpa                        | Párbajozó                 | Továbbjutott          | Kiesett               |                       |                          |                               |                               |
|           | Krisztián | Továbbjutott                    | Korpa                 | Továbbjutott            | Továbbjutott            | Korpa                   | Továbbjutott           | Továbbjutott            | Vezető                   | Továbbjutott             | Vezető                  | Továbbjutott             | Vezető                    | Vezető                              | Továbbjutott            | Vezető                       | Vezető                    | Továbbjutott          | Kiesett               |                       |                          |                               |                               |
|           | Vivien    | Nem Szerepelt                   | Nem Szerepelt         | Nem Szerepelt           | Nem Szerepelt           | Nem Szerepelt           | Nem Szerepelt          | Korpa                   | Továbbjutott             | Korpa                    | Továbbjutott            | Korpa                    | Továbbjutott              | Továbbjutott                        | Korpa                   | Továbbjutott                 | Továbbjutott              | Kiesett               |                       |                       |                          |                               |                               |
|           | Marcell   | Nem Szerepelt                   | Nem Szerepelt         | Nem Szerepelt           | Nem Szerepelt           | Nem Szerepelt           | Nem Szerepelt          | Nem Szerepelt           | Nem Szerepelt            | Nem Szerepelt            | Nem Szerepelt           | Nem Szerepelt            | Nem Szerepelt             | Továbbjutott                        | Párbajozó               | Továbbjutott                 | Továbbjutott              | Kiesett               |                       |                       |                          |                               |                               |
|           | Balázs    | Nem Szerepelt                   | Nem Szerepelt         | Nem Szerepelt           | Nem Szerepelt           | Nem Szerepelt           | Nem Szerepelt          | Nem Szerepelt           | Nem Szerepelt            | Nem Szerepelt            | Nem Szerepelt           | Nem Szerepelt            | Nem Szerepelt             | Párbajozó                           | Továbbjutott            | Korpa                        | Kiesett                   |                       |                       |                       |                          |                               |                               |
|           | Lilkó     | Továbbjutott                    | Korpa                 | Továbbjutott            | Továbbjutott            | Korpa                   | Továbbjutott           | Továbbjutott            | Párbajozó                | Továbbjutott             | Korpa                   | Továbbjutott             | Korpa                     | Korpa                               | Továbbjutott            | Korpa                        | Kiesett                   |                       |                       |                       |                          |                               |                               |
|           | Adél      | Nem Szerepelt                   | Nem Szerepelt         | Nem Szerepelt           | Nem Szerepelt           | Nem Szerepelt           | Nem Szerepelt          | Nem Szerepelt           | Nem Szerepelt            | Nem Szerepelt            | Nem Szerepelt           | Nem Szerepelt            | Nem Szerepelt             | Korpa                               | Továbbjutott            | Kiesett                      |                           |                       |                       |                       |                          |                               |                               |
|           | Csepel    | Nem Szerepelt                   | Nem Szerepelt         | Nem Szerepelt           | Nem Szerepelt           | Nem Szerepelt           | Nem Szerepelt          | Nem Szerepelt           | Nem Szerepelt            | Nem Szerepelt            | Nem Szerepelt           | Nem Szerepelt            | Nem Szerepelt             | Továbbjutott                        | Kiesett                 |                              |                           |                       |                       |                       |                          |                               |                               |
|           | Dániel    | Továbbjutott                    | Korpa                 | Továbbjutott            | Továbbjutott            | Párbajozó               | Továbbjutott           | Továbbjutott            | Korpa                    | Továbbjutott             | Párbajozó               | Továbbjutott             | Korpa                     | Kiesett                             |                         |                              |                           |                       |                       |                       |                          |                               |                               |
|           | S. András | Nem Szerepelt                   | Nem Szerepelt         | Nem Szerepelt           | Nem Szerepelt           | Nem Szerepelt           | Nem Szerepelt          | Nem Szerepelt           | Nem Szerepelt            | Nem Szerepelt            | Nem Szerepelt           | Nem Szerepelt            | Nem Szerepelt             | Kiesett                             |                         |                              |                           |                       |                       |                       |                          |                               |                               |
|           | Janka     | Nem Szerepelt                   | Nem Szerepelt         | Nem Szerepelt           | Továbbjutott            | Korpa                   | Továbbjutott           | Továbbjutott            | Korpa                    | Továbbjutott             | Korpa                   | Továbbjutott             | Korpa                     | Kiesett                             |                         |                              |                           |                       |                       |                       |                          |                               |                               |
|           | Luca      | Nem Szerepelt                   | Nem Szerepelt         | Nem Szerepelt           | Nem Szerepelt           | Nem Szerepelt           | Nem Szerepelt          | Nem Szerepelt           | Nem Szerepelt            | Továbbjutott             | Korpa                   | Továbbjutott             | Kiesett                   |                                     |                         |                              |                           |                       |                       |                       |                          |                               |                               |
|           | Zsófia    | Nem Szerepelt                   | Nem Szerepelt         | Nem Szerepelt           | Nem Szerepelt           | Nem Szerepelt           | Nem Szerepelt          | Nem Szerepelt           | Nem Szerepelt            | Korpa                    | Továbbjutott            | Kiesett                  |                           |                                     |                         |                              |                           |                       |                       |                       |                          |                               |                               |
|           | Franciska | Továbbjutott                    | Párbajozó             | Továbbjutott            | Továbbjutott            | Vezető                  | Továbbjutott           | Továbbjutott            | Korpa                    | Továbbjutott             | Korpa                   | Kiesett                  |                           |                                     |                         |                              |                           |                       |                       |                       |                          |                               |                               |
|           | Ákos      | Továbbjutott                    | Korpa                 | Továbbjutott            | Továbbjutott            | Korpa                   | Továbbjutott           | Továbbjutott            | Korpa                    | Továbbjutott             | Kiesett                 |                          |                           |                                     |                         |                              |                           |                       |                       |                       |                          |                               |                               |
|           | Benedek   | Nem Szerepelt                   | Nem Szerepelt         | Nem Szerepelt           | Korpa                   | Továbbjutott            | Párbajozó              | Korpa                   | Továbbjutott             | Kiesett                  |                         |                          |                           |                                     |                         |                              |                           |                       |                       |                       |                          |                               |                               |
|           | Lilla     | Továbbjutott                    | Vezető                | Továbbjutott            | Továbbjutott            | Korpa                   | Továbbjutott           | Továbbjutott            | Kiesett                  |                          |                         |                          |                           |                                     |                         |                              |                           |                       |                       |                       |                          |                               |                               |
|           | Réka      | Nem Szerepelt                   | Nem Szerepelt         | Nem Szerepelt           | Korpa                   | Továbbjutott            | Korpa                  | Kiesett                 |                          |                          |                         |                          |                           |                                     |                         |                              |                           |                       |                       |                       |                          |                               |                               |
|           | Richárd   | Korpa                           | Továbbjutott          | Párbajozó               | Korpa                   | Továbbjutott            | Kiesett                |                         |                          |                          |                         |                          |                           |                                     |                         |                              |                           |                       |                       |                       |                          |                               |                               |
|           | Máté      | Továbbjutott                    | Korpa                 | Továbbjutott            | Továbbjutott            | Kiesett                 |                        |                         |                          |                          |                         |                          |                           |                                     |                         |                              |                           |                       |                       |                       |                          |                               |                               |
|           | Lívia     | Párbajozó                       | Továbbjutott          | Korpa                   | Kiesett                 |                         |                        |                         |                          |                          |                         |                          |                           |                                     |                         |                              |                           |                       |                       |                       |                          |                               |                               |
|           | Nagy Dani | Korpa                           | Továbbjutott          | Vezető                  | Kiesett                 |                         |                        |                         |                          |                          |                         |                          |                           |                                     |                         |                              |                           |                       |                       |                       |                          |                               |                               |
|           | Gergő     | Korpa                           | Továbbjutott          | Kiesett                 |                         |                         |                        |                         |                          |                          |                         |                          |                           |                                     |                         |                              |                           |                       |                       |                       |                          |                               |                               |
|           | Gabriella | Továbbjutott                    | Kiesett               |                         |                         |                         |                        |                         |                          |                          |                         |                          |                           |                                     |                         |                              |                           |                       |                       |                       |                          |                               |                               |
|           | Lili      | Kiesett                         |                       |                         |                         |                         |                        |                         |                          |                          |                         |                          |                           |                                     |                         |                              |                           |                       |                       |                       |                          |                               |                               |

## Csapatversenyek

### Villa játék
| Hét | Epizód | Nyertes csapat (Villa) | Vesztes csapat (Tábor) | Eredmény | Pálya            | Jutalom / büntetés                                              |
| --- | ------ | ---------------------- | ---------------------- | -------- | ---------------- | --------------------------------------------------------------- |
| 1   | 1      | Kihívók                | Bajnokok               | 10-9     | Pókháló          | —                                                               |
| 2   | 6      | Kihívók                | Bajnokok               | 10-9     | Bánya            | —                                                               |
| 3   | 11     | Kihívók                | Bajnokok               | 10-7     | Arany            | —                                                               |
| 4   | 16     | Bajnokok               | Kihívók                | 10-6     | Exatlon City     | —                                                               |
| 5   | 21     | Kihívók                | Bajnokok               | 10-9     | Bánya            | A vesztes csapatnak gyalog kell visszamennie éjszaka a táborba. |
| 6   | 26     | Kihívók                | Bajnokok               | 10-4     | Tengerpart       | —                                                               |
| 7   | 31     | Bajnokok               | Kihívók                | 10-4     | Mocsár           | A vesztes csapat -2 pontról kezdi a jutalomjátékot.             |
| 8   | 36     | Kihívók                | Bajnokok               | 10-9     | Alagút           | —                                                               |
| 9   | 41     | Bajnokok               | Kihívók                | 10-9     | Tengerpart       | —                                                               |
| 10  | 46     | Bajnokok               | Kihívók                | 10-8     | Piramis          | —                                                               |
| 11  | 51     | Kihívók                | Bajnokok               | 10-4     | Olimpiai medence | —                                                               |
| 12  | 56     | Kihívók                | Bajnokok               | 10-3     | Kikötő           | —                                                               |
| 13  | 61     | Bajnokok               | Kihívók                | 10-6     | Csúszda          | —                                                               |
| 14  | 68     | Kihívók                | Bajnokok               | 10-9     | Erő              | —                                                               |
| 15  | 72     | Bajnokok               | Kihívók                | 10-4     | Pókháló          | —                                                               |
| 16  | 77     | Kihívók                | Bajnokok               | 10-6     | Drótkötél        | —                                                               |
| 17  | 80     | Bajnokok               | Kihívók                | 10-6     | Csúszda          | —                                                               |
| 18  | 85     | Bajnokok               | Kihívók                | 10-7     | Mocsár           | —                                                               |
| 19  | 90     | Bajnokok               | Kihívók                | 10-6     | Olimpiai medence | —                                                               |
| 20  | 95     | Kihívók                | Bajnokok               | 10-7     | Bánya            | —                                                               |
| 21  | 100    | Kihívók                | Bajnokok               | 10-7     | Drótkötél        | —                                                               |

### Jutalomjáték
| Hét | Epizód | Nyertes csapat | Eredmény | Jutalom                                 | Pálya            | Büntetés a vesztes csapatnak                       |
| --- | ------ | -------------- | -------- | --------------------------------------- | ---------------- | -------------------------------------------------- |
| 1   | 2      | Kihívók        | 10-9     | Motorcsónakozás a Karib-tengeren        | Arany            | —                                                  |
| 2   | 7      | Kihívók        | 10-7     | Búvárkodás a Karib-tengerben            | Toronyház        | —                                                  |
| 3   | 12     | Kihívók        | 10-6     | Katamarán-túra egy lakatlan szigetre    | Drótkötél        | —                                                  |
| 4   | 17     | Bajnokok       | 10-7     | Találkozás a delfinekkel                | Piramis          | —                                                  |
| 5   | 22     | Bajnokok       | 10-5     | Videóüzenet a szeretteiktől             | Arany            | —                                                  |
| 7   | 32     | Kihívók        | 10-7     | Karibi éjszaka                          | Pókháló          | A vesztes csapat -2 pontról kezdi a Joker játékot. |
| 8   | 37     | Kihívók        | 10-7     | Búvárkodás a Karib-tengerben            | Exatlon City     | —                                                  |
| 9   | 42     | Bajnokok       | 10-5     | Bálnales                                | Toronyház        | —                                                  |
| 10  | 47     | Kihívók        | 10-7     | Karibi kalandnap                        | Drótkötél        | —                                                  |
| 11  | 52     | Kihívók        | 10-2     | Lovaglás a tengerparton                 | Arany            | —                                                  |
| 11  | 53     | Bajnokok       | 10-2     | Videóhívás                              | Exatlon City     | —                                                  |
| 12  | 57     | Kihívók        | 10-8     | Buggy                                   | Toronyház        | —                                                  |
| 13  | 62     | Kihívók        | 10-9     | Karibi horgászás                        | Egyensúly        | —                                                  |
| 17  | 81     | Bajnokok       | 10-7     | Banánozás és szörfözés a Karib-tengeren | Arany            | —                                                  |
| 18  | 86     | Kihívók        | 10-8     | Dollármilliárdos élmény                 | Bánya            | —                                                  |
| 19  | 91     | Kihívók        | 10-6     | Coco Bongo                              | Tengerpart       | —                                                  |
| 20  | 96     | Kihívók        | 10-4     | Majmok bolygója                         | Csúszda          | —                                                  |
| 21  | 101    | Kihívók        | 10-9     | Testi és lelki feltöltődés              | Olimpiai medence | —                                                  |
| 21  | 102    | Bajnokok       | 10-3     | Videóhívás                              | Exatlon City     | —                                                  |

### Joker játék
| Hét | Epizód | Nyertes csapat | Eredmény | Pálya        | Jutalom a győztes csapatnak                |
| --- | ------ | -------------- | -------- | ------------ | ------------------------------------------ |
| 1   | 3      | Bajnokok       | 10-9     | Apokalipszis | —                                          |
| 2   | 8      | Kihívók        | 10-3     | Mocsár       | —                                          |
| 3   | 13     | Kihívók        | 10-5     | Kikötő       | —                                          |
| 4   | 18     | Bajnokok       | 10-3     | Pókháló      | —                                          |
| 5   | 23     | Kihívók        | 10-2     | Mocsár       | —                                          |
| 6   | 27     | Bajnokok       | 10-2     | Drótkötél    | —                                          |
| 7   | 33     | Kihívók        | 10-(-1)  | Piramis      | —                                          |
| 8   | 37     | Kihívók        | 10-7     | Exatlon City | —                                          |
| 9   | 43     | Bajnokok       | 10-9     | Bánya        | —                                          |
| 10  | 48     | Kihívók        | 10-9     | Csúszda      | —                                          |
| 11  | 53     | Bajnokok       | 10-2     | Exatlon City | —                                          |
| 12  | 58     | Kihívók        | 10-7     | Tengerpart   | Gyakorlás ügyességi eszközökkel 2 órán át. |
| 13  | 63     | Kihívók        | 10-8     | Alagút       | Magyaros vacsora.                          |
| 14  | 68     | Kihívók        | 10-9     | Erő          | —                                          |
| 15  | 72     | Bajnokok       | 10-4     | Pókháló      | —                                          |
| 16  | 77     | Kihívók        | 10-6     | Drótkötél    | —                                          |
| 17  | 82     | Bajnokok       | 10-8     | Erő          | —                                          |

### ExaPont játék
| Hét | Epizód | Nyertes csapat | Nyert ExaPont | Eredmény | Vesztes csapat | Nyert ExaPont | Pálya      | Plusz jutalom                                     |
| --- | ------ | -------------- | ------------- | -------- | -------------- | ------------- | ---------- | ------------------------------------------------- |
| 6   | 26     | Kihívók        | 10 000        | 10-4     | Bajnokok       | 4 000         | Tengerpart | —                                                 |
| 6   | 27     | Bajnokok       | 10 000        | 10-2     | Kihívók        | 2 000         | Drótkötél  | —                                                 |
| 6   | 28     | Bajnokok       | 20 000        | 10-7     | Kihívók        | 7 000         | Kikötő     | —                                                 |
| 17  | 80     | Bajnokok       | 10 000        | 10-6     | Kihívók        | 6 000         | Csúszda    | —                                                 |
| 17  | 81     | Bajnokok       | 10 000        | 10-7     | Kihívók        | 7 000         | Arany      | —                                                 |
| 17  | 82     | Bajnokok       | 20 000        | 10-8     | Kihívók        | 8 000         | Erő        | Telefonálás Szabó Franciskának vagy Nagy Daninak. |

### Előny játék
| Hét | Epizód | Nyertes csapat | Eredmény | Előny | Pálya            |
| --- | ------ | -------------- | -------- | --- | ---------------- |
| 2   | 6      | Kihívók        | 10-9     | Az ellenfél -1 pontról indul.                                                                                   | Bánya            |
| 3   | 11     | Kihívók        | 10-7     | A győztes csapat 1 női és 1 férfi játékosa több dobóeszközt kap az ügyességi feladatnál.                        | Arany            |
| 4   | 17     | Bajnokok       | 10-7     | A győztes csapat 1 női és 1 férfi tagjának egy kiválasztási körben egy akadállyal kevesebbet kell teljesítenie. | Piramis          |
| 5   | 23     | Kihívók        | 10-2     | A vesztes csapat 1 női és 1 férfi tagjának plusz feladatot kell teljesítenie az ügyességi feladatnál.           | Mocsár           |
| 6   | 26     | Kihívók        | 10-4     | Az ellenfél -1 pontról indul.                                                                                   | Tengerpart       |
| 8   | 36     | Kihívók        | 10-9     | A győztes csapat blokkolhat 1 női és 1 férfi játékost egy kiválasztási körben.                                  | Alagút           |
| 9   | 42     | Bajnokok       | 10-5     | A győztes csapat 1 női és 1 férfi tagjának egy kiválasztási körben egy akadállyal kevesebbet kell teljesítenie. | Toronyház        |
| 10  | 46     | Bajnokok       | 10-8     | A győztes csapat 1 női és 1 férfi játékosa több dobóeszközt kap az ügyességi feladatnál.                        | Piramis          |
| 11  | 51     | Kihívók        | 10-4     | Az ellenfél -1 pontról indul.                                                                                   | Olimpiai medence |
| 12  | 56     | Kihívók        | 10-3     | A győztes csapat blokkolhat 1 női és 1 férfi játékost egy kiválasztási körben.                                  | Kikötő           |
| 13  | 61     | Bajnokok       | 10-6     | A vesztes csapat 1 női és 1 férfi tagjának plusz feladatot kell teljesítenie az ügyességi feladatnál.           | Csúszda          |
| 14  | 68     | Kihívók        | 10-9     | Az ellenfél -1 pontról indul.                                                                                   | Erő              |
| 15  | 72     | Bajnokok       | 10-4     | A győztes csapat 1 női és 1 férfi tagja könnyítést kap az ügyességi feladatnál.                                 | Pókháló          |

### Medál játék
| Hét | Epizód | Férfi nyertes      | Női nyertes     | Pálya        |
| --- | ------ | ------------------ | --------------- | ------------ |
| 1   | 5      | Somhegyi Krisztián | Kőnig Anna      | Piramis      |
| 2   | 10     | Nagy Dániel        | Szabó Franciska | Erő          |
| 3   | 15     | Herczeg-Kis Bálint | Szendy Lilla    | Egyensúly    |
| 4   | 20     | Herczeg-Kis Bálint | Buzás Dorottya  | Alagút       |
| 5   | 25     | Herczeg-Kis Bálint | Szendy Lilla    | Erő          |
| 6   | 30     | Somhegyi Krisztián | Kőnig Anna      | Csúszda      |
| 7   | 35     | Szabó Benedek      | Szabó Franciska | Erő          |
| 8   | 40     | Herczeg-Kis Bálint | Kocsis Lili     | Arany        |
| 9   | 45     | Somhegyi Krisztián | Buzás Dorottya  | Erő          |
| 10  | 50     | Herczeg-Kis Bálint | Tóth Janka      | Apokalipszis |
| 11  | 55     | Herczeg-Kis Bálint | Kőnig Anna      | Tengerpart   |
| 12  | 60     | Wald Ákos          | Lencsés Luca    | Futópálya    |
| 14  | 70     | Herczeg-Kis Bálint | Buzás Dorottya  | Mocsár       |
| 15  | 74     | Fülöp Marcell      | Kőnig Anna      | Piramis      |
| 17  | 84     | Imreh Balázs       | Ferenc Vivien   | Apokalipszis |
| 18  | 89     | Herczeg-Kis Bálint | Szente Gréta    | Exatlon City |
| 19  | 94     | Kővári Viktor      | Buzás Dorottya  | Erő          |
| 20  | 99     | Wald Ákos          | Kőnig Anna      | Piramis      |

### Végjáték és Párbaj
| Hét | Epizód | Nyertes csapat | Eredmény   | Eredmény | Pálya            | Párbaj             | Párbaj              | Párbaj           | Párbaj   | Párbaj           | Párbaj       |
| Hét | Epizód | Nyertes csapat | Eredmény   | Eredmény | Pálya            | Legjobb játékos    | Leggyengébb játékos | Ellenfél         | Pontszám | Kieső            | Pálya        |
| --- | ------ | -------------- | ---------- | -------- | ---------------- | ------------------ | ------------------- | ---------------- | -------- | ---------------- | ------------ |
| 1   | 4-5    | Bajnokok       | 10-7       | 10-7     | Csúszda          | Herczeg-Kis Bálint | Török Lívia         | Bencsik Lili     | 4-3      | Bencsik Lili     | Alagút       |
| 2   | 9-10   | Kihívók        | 10-6       | 10-6     | Tengerpart       | Szendy Lilla       | Szabó Gabriella     | Szabó Franciska  | 1-4      | Szabó Gabriella  | Futópálya    |
| 3   | 14-15  | Bajnokok       | 10-4       | 10-4     | Csúszda          | Nagy Dániel        | Balogh Richárd      | Pálfi Gergő      | 4-0      | Pálfi Gergő      | Erő          |
| 4   | 19-20  | Bajnokok       | 10-9       | 10-9     | Toronyház        | Herczeg-Kis Bálint | Török Lívia         | Buzás Dorottya   | 6-4      | Török Lívia      | Futópálya    |
| 5   | 24-25  | Kihívók        | 10-8       | 10-8     | Exatlon City     | Szabó Franciska    | Móricz Dániel       | Bors Máté        | 4-4      | Bors Máté        | Egyensúly    |
| 6   | 29-30  | Bajnokok       | 10-9       | 10-9     | Bánya            | Herczeg-Kis Bálint | Balogh Richárd      | Szabó Benedek    | 0-4      | Balogh Richárd   | Toronyház    |
| 7   | 34-35  | Bajnokok       | 10-7       | 10-7     | Apokalipszis     | Herczeg-Kis Bálint | Benedek Réka        | Kőnig Anna       | 3-4      | Benedek Réka     | Futópálya    |
| 8   | 38-40  | Kihívók        | 1. forduló | 10-6     | Csúszda          | Somhegyi Krisztián | Kocsis Lili         | Szendy Lilla     | 6-4      | Szendy Lilla     | Egyensúly    |
| 8   | 38-40  | Bajnokok       | 2. forduló | 10-4     | Mocsár           | Somhegyi Krisztián | Kocsis Lili         | Szendy Lilla     | 6-4      | Szendy Lilla     | Egyensúly    |
| 8   | 38-40  | Kihívók        | Döntő      | 3-1      | Mocsár           | Somhegyi Krisztián | Kocsis Lili         | Szendy Lilla     | 6-4      | Szendy Lilla     | Egyensúly    |
| 9   | 44-45  | Bajnokok       | 10-7       | 10-7     | Kikötő           | Herczeg-Kis Bálint | Szabó Benedek       | Kővári Viktor    | 3-5      | Szabó Benedek    | Futópálya    |
| 10  | 49-50  | Kihívók        | 10-9       | 10-9     | Pókháló          | Somhegyi Krisztián | Szarka Ákos         | Móricz Dániel    | 2-5      | Szarka Ákos      | Apokalipszis |
| 11  | 54-55  | Bajnokok       | 10-5       | 10-5     | Alagút           | Herczeg-Kis Bálint | Farkas Zsófia       | Kőnig Anna       | 0-4      | Farkas Zsófia    | Pókháló      |
| 12  | 59-60  | Kihívók        | 10-3       | 10-3     | Bánya            | Somhegyi Krisztián | Lencsés Luca        | Ujvári Izabella  | 0-5      | Lencsés Luca     | Erő          |
| 14  | 66     | Kihívók        | 1. forduló | 10-6     | Olimpiai medence | Somhegyi Krisztián | Imreh Balázs        | Móricz Dániel    | 4-1      | Móricz Dániel    | Mocsár       |
| 14  | 69-70  | Kihívók        | 2. forduló | 10-7     | Toronyház        | Somhegyi Krisztián | Imreh Balázs        | Móricz Dániel    | 4-1      | Móricz Dániel    | Mocsár       |
| 15  | 73-74  | Bajnokok       | 10-4       | 10-4     | Kikötő           | Herczeg-Kis Bálint | Fülöp Marcell       | Cservenák Csepel | 5-2      | Cservenák Csepel | Alagút       |
| 16  | 78     | Kihívók        | 1. forduló | 10-9     | Olimpiai medence | Somhegyi Krisztián | Kurtán Adél         | Halász Vivien    | 2-5      | Kurtán Adél      | Apokalipszis |
| 17  | 83-84  | Kihívók        | 2. forduló | 10-7     | Toronyház        | Somhegyi Krisztián | Kurtán Adél         | Halász Vivien    | 2-5      | Kurtán Adél      | Apokalipszis |
| 18  | 87-89  | Kihívók        | 1. forduló | 10-3     | Piramis          | Somhegyi Krisztián | Imreh Balázs        | Virág András     | 0-4      | Imreh Balázs     | Exatlon City |
| 18  | 87-89  | Kihívók        | 2. forduló | 10-7     | Alagút           | Somhegyi Krisztián | Imreh Balázs        | Virág András     | 0-4      | Imreh Balázs     | Exatlon City |
| 19  | 92-94  | Bajnokok       | 1. forduló | 10-0     | Arany            | Herczeg-Kis Bálint | Ferenc Vivien       | Szente Gréta     | 0-5      | Ferenc Vivien    | Futópálya    |
| 19  | 92-94  | Bajnokok       | 2. forduló | 10-9     | Egyensúly        | Herczeg-Kis Bálint | Ferenc Vivien       | Szente Gréta     | 0-5      | Ferenc Vivien    | Futópálya    |
| 20  | 97-99  | Kihívók        | 1. forduló | 10-4     | Toronyház        | Somhegyi Krisztián | Jósa Dániel         | Virág András     | 4-3      | Virág András     | Egyensúly    |
| 20  | 97-99  | Kihívók        | 2. forduló | 10-8     | Apokalipszis     | Somhegyi Krisztián | Jósa Dániel         | Virág András     | 4-3      | Virág András     | Egyensúly    |

Ha egy párbajon egy versenyző 4 vagy több pont megszerzése után sem nyert, az abból adódott, hogy ellenfele medálokat használt fel vagy kapott, plusz életért.

## Nemzetközi mérkőzések

### Nemzetek Viadala
| Hét | Epizód | Nyertes ország        | Vesztes ország        | Eredmény | Pálya        |
| --- | ------ | --------------------- | --------------------- | -------- | ------------ |
| 13  | 64     | Magyarország          | Mexikó                | 10-6     | Csúszda      |
| 13  | 65     | Mexikó                | Magyarország          | 10-4     | Exatlon City |
| 13  | 65     | Mexikó                | Magyarország          | 3-2      | Exatlon City |
| 14  | 67     | Magyarország          | Dominikai Köztársaság | 10-9     | Arany        |
| 15  | 71     | Dominikai Köztársaság | Magyarország          | 10-6     | Egyensúly    |
| 16  | 75     | Magyarország          | Törökország           | 10-6     | Egyensúly    |
| 16  | 76     | Magyarország          | Törökország           | 10-5     | Exatlon City |
| 16  | 79     | Dominikai Köztársaság | Magyarország          | 10-7     | Alagút       |

## Egyéni játék

### Pénz játék
| Hét | Epizód | Férfi nyertes      | Női nyertes    | Nyert összeg | Pálya |
| --- | ------ | ------------------ | -------------- | ------------ | ----- |
| 21  | 103    | Herczeg-Kis Bálint | Buzás Dorottya | 1 000 000 Ft | Arany |

### Négyek viadala
| Hét | Epizód | Versenyző          | Kapott élet | Megmaradt élet | Pálya        |
| --- | ------ | ------------------ | ----------- | -------------- | ------------ |
| 21  | 104    | Herczeg-Kis Bálint | 7           | 4              | Apokalipszis |
| 21  | 104    | Jósa Dániel        | 5           | 0              | Apokalipszis |
| 21  | 104    | Kővári Viktor      | 6           | 0              | Apokalipszis |
| 21  | 104    | Wald Ákos          | 6           | 0              | Apokalipszis |
| 22  | 105    | Buzás Dorottya     | 7           | 2              | Alagút       |
| 22  | 105    | Halász Vivien      | 5           | 0              | Alagút       |
| 22  | 105    | Kőnig Anna         | 6           | 0              | Alagút       |
| 22  | 105    | Szente Gréta       | 6           | 0              | Alagút       |

### Hármak viadala
| Hét                        | Epizód                     | Versenyző                  | Kapott élet                | Megmaradt élet             | Pálya                      |
| A legjobb háromba jutásért | A legjobb háromba jutásért | A legjobb háromba jutásért | A legjobb háromba jutásért | A legjobb háromba jutásért | A legjobb háromba jutásért |
| -------------------------- | -------------------------- | -------------------------- | -------------------------- | -------------------------- | -------------------------- |
| 22                         | 106                        | Jósa Dániel                | 5                          | 0                          | Bánya                      |
| 22                         | 106                        | Kővári Viktor              | 6                          | 0                          | Bánya                      |
| 22                         | 106                        | Wald Ákos                  | 7                          | 5                          | Bánya                      |
| 22                         | 107                        | Halász Vivien              | 5                          | 0                          | Piramis                    |
| 22                         | 107                        | Kőnig Anna                 | 6                          | 2                          | Piramis                    |
| 22                         | 107                        | Szente Gréta               | 7                          | 0                          | Piramis                    |
| A döntőbe jutásért         |                            |                            |                            |                            |                            |
| 23                         | 109                        | Buzás Dorottya             | 7                          | 0                          | Exatlon City               |
| 23                         | 109                        | Kőnig Anna                 | 5                          | 0                          | Exatlon City               |
| 23                         | 109                        | Szente Gréta               | 6                          | 5                          | Exatlon City               |
| 23                         | 110                        | Herczeg-Kis Bálint         | 7                          | 2                          | Tengerpart                 |
| 23                         | 110                        | Jósa Dániel                | 5                          | 0                          | Tengerpart                 |
| 23                         | 110                        | Wald Ákos                  | 6                          | 0                          | Tengerpart                 |

### Dupla párbaj
| Hét                        | Epizód                     | 1. résztvevő               | 2. résztvevő               | Pontszám (Szettszám)       | Kieső                      | Pálya                      |
| A legjobb háromba jutásért | A legjobb háromba jutásért | A legjobb háromba jutásért | A legjobb háromba jutásért | A legjobb háromba jutásért | A legjobb háromba jutásért | A legjobb háromba jutásért |
| -------------------------- | -------------------------- | -------------------------- | -------------------------- | -------------------------- | -------------------------- | -------------------------- |
| 22                         | 108                        | Halász Vivien              | Szente Gréta               | 2-6 (0-2)                  | Halász Vivien              | Toronyház                  |
| 22                         | 108                        | Jósa Dániel                | Kővári Viktor              | 6-3 (2-0)                  | Kővári Viktor              | Toronyház                  |
| A döntőbe jutásért         |                            |                            |                            |                            |                            |                            |
| 23                         | 111                        | Kőnig Anna                 | Buzás Dorottya             | 6-7 (1-2)                  | Kőnig Anna                 | Csúszda                    |
| 23                         | 111                        | Wald Ákos                  | Jósa Dániel                | 6-2 (2-0)                  | Jósa Dániel                | Csúszda                    |

### Döntő
| Hét | Epizód | 1. résztvevő       | 2. résztvevő   | Pontszám (Szettszám) | Győztes            | 2. helyezett   | Pályák                  |
| --- | ------ | ------------------ | -------------- | -------------------- | ------------------ | -------------- | ----------------------- |
| 23  | 112    | Szente Gréta       | Buzás Dorottya | 10-4 (2-0)           | Szente Gréta       | Buzás Dorottya | Olimpiai Medence Alagút |
| 23  | 113    | Herczeg-Kis Bálint | Wald Ákos      | 10-3 (2-0)           | Herczeg-Kis Bálint | Wald Ákos      | Arany Bánya             |